# VGF
VGF ili VGF induktivan nervnim faktorom rasta je protein i neuropeptid koji učestvuje u regulaciji energijske homeostaze, metabolizma i sinaptičke plastičnosti. Ovaj protein su otkrili 1985. Levi et al. u eksperimentu sa PC12 ćelijama. VGF gen kodira prekurzor koji se proteolitički deli u polipeptide različitih masa, koji imaju mnoštovo funkcija. Najbolje izučena funkcija je uloga TLQP-21 u kontroli apetita i inflamacije.
Izražavanje VGF i peptida izvedenih iz VGF je detektovano u delu neurona centralnog i perifernog nervnog sistema i specifičnim populacijama endokrinih ćelija u adenohipofizi, adrenalnoj meduli, gastrointestinalnom traktu, i pancreasu. VGF izražavanje indukuju NGF, CREB i BDNF, a reguliše neurotrofin-3. Fizičko vežvanje znatno povišava VGF izražavanje u hipokampalnom tkivu miševa i povećava iražavanje neurotrofne signalne kaskade za koju se smatra da je u osnovi dejstva antidepresanata.